# Памятник Советской армии (София)
Памятник Советской армии — бывший монумент в честь советских воинов-освободителей в Софии, столице Болгарии. Установлен в 1954 году в честь победы над немецким нацизмом.
Левые силы и ветеранские организации Болгарии ежегодно празднуют перед ним День Победы, 9 сентября (день, в который в 1944 г. Отечественный фронт Болгарии взял власть в стране и до 1989 г. она развивалась по социалистическому пути), 23 сентября (день Сентябрьского восстания) и другие памятные даты.

## История, расположение и композиция
Памятник представляет собой фигуру советского солдата, держащего пистолет-пулемёт Шпагина, с двух сторон возле него стоят мужчина и женщина — соответственно, крестьянка и рабочий из Болгарии. Мемориальный комплекс в целом включает и другие скульптурные композиции возле основания монумента.
Решение о строительстве монумента было принято 4 октября 1949 года на съезде Болгарской коммунистической партии. Правительство Болгарии во главе с премьер-министром Василом Коларовым распорядилось подготовить проект памятника. Первый камень в основание монумента был заложен 5 июля 1952 года, а торжественное открытие состоялось в 1954 году в присутствии советской делегации, которую возглавлял маршал Сергей Бирюзов.
Памятник спроектирован творческим коллективом под руководством скульптора Ивана Фунева и архитектора Данчо Митова. Авторский коллектив: архитекторы Данчо Митов, Иван Василев, Любен Нейков и Борис Китанов; скульпторы Иван Фунев, Любомир Далчев, Мара Георгиева, Васка Емануилова, Васил Зидаров и Петр Дойчинов; художник-график Борис Ангелушев.
Основная идея — признательность болгарского народа русским воинам-освободителям. 
Памятник расположен в самом центре Софии, на Бульваре Царя-Освободителя, между Орловым мостом и Софийским университетом, в начале Борисовского сада. Если взглянуть на памятник со стороны бульвара, его можно увидеть на фоне горы Витоша.

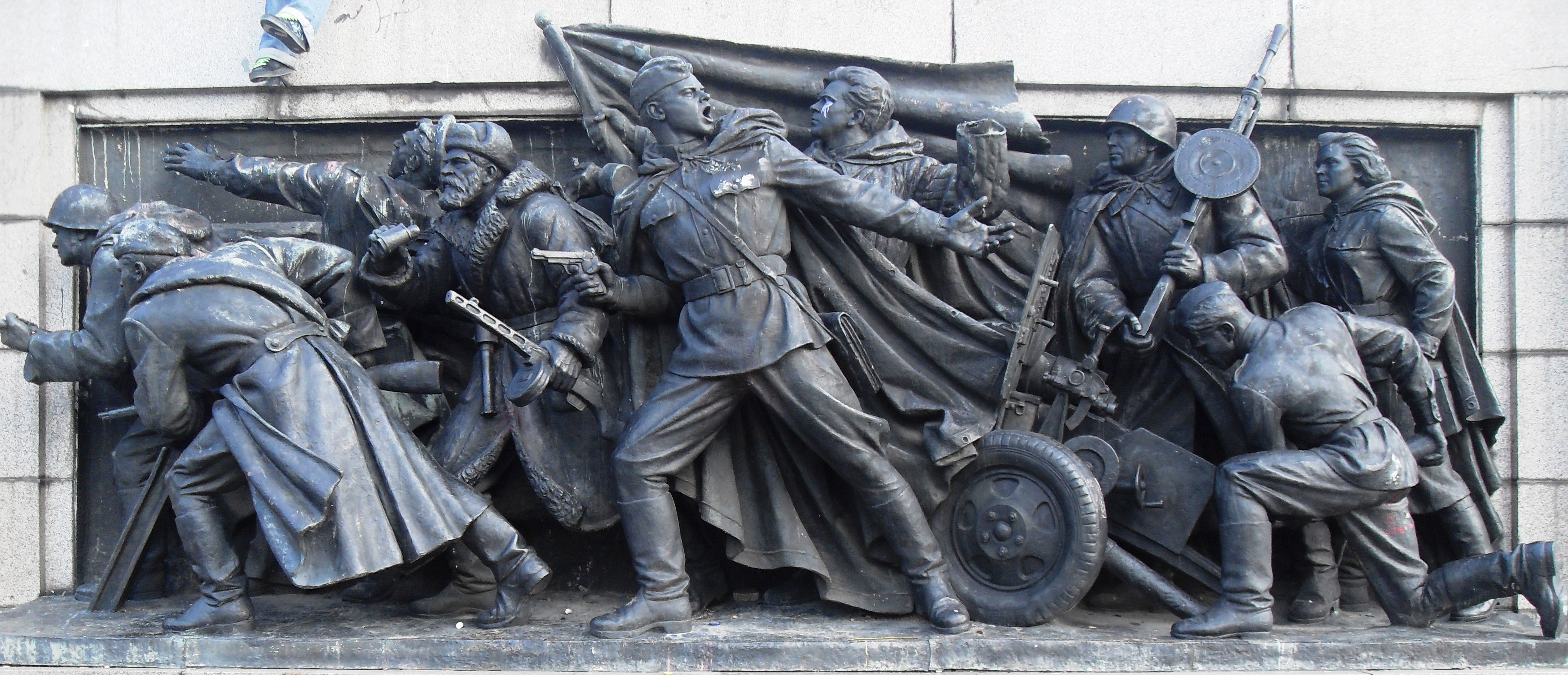
Горельефы памятника Советской Армии в Софии

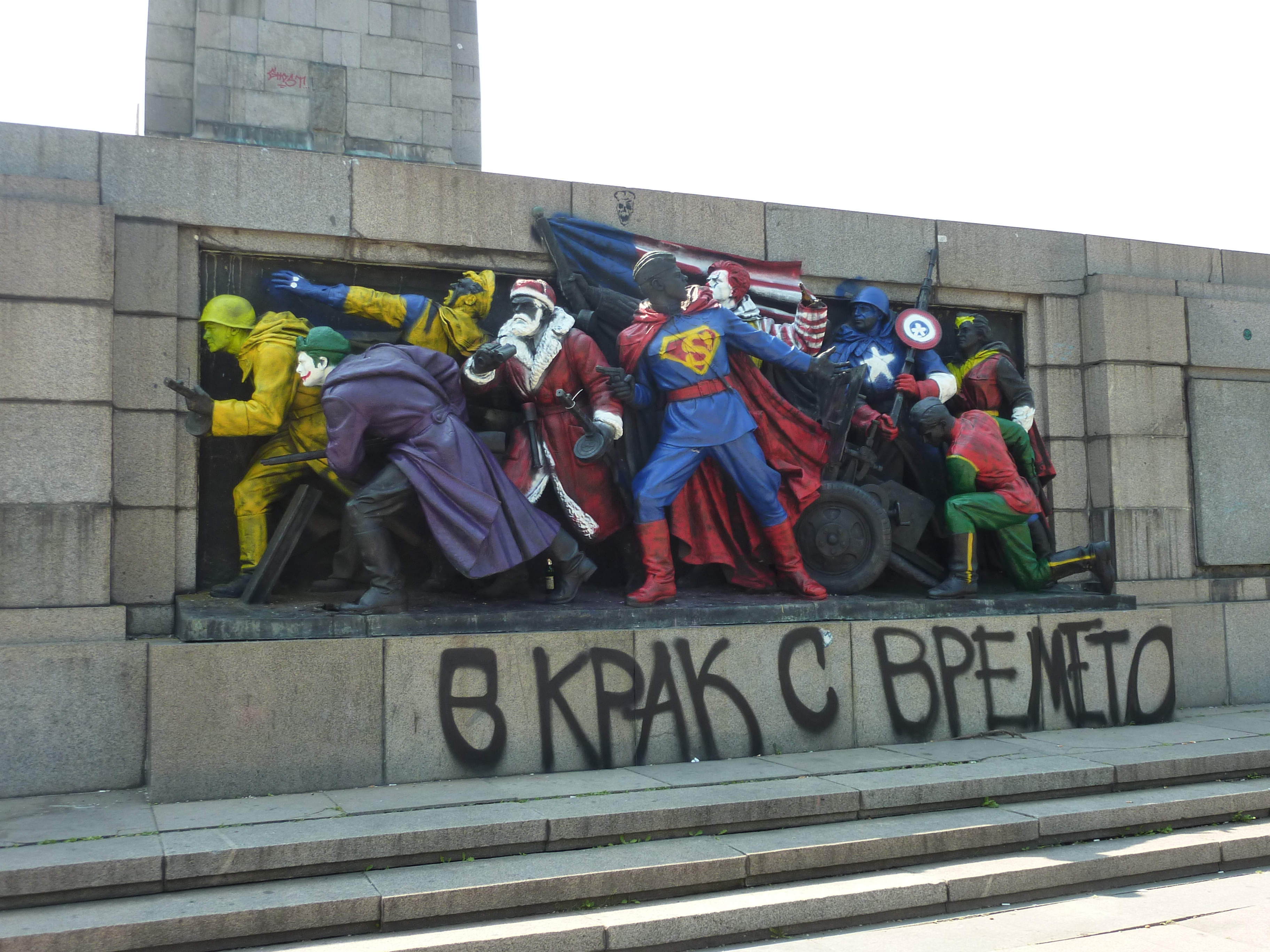
Горельефы памятника Советской Армии после раскраски. Надпись на постаменте: «в ногу со временем» в крак с времето. 18 июня 2011 г.

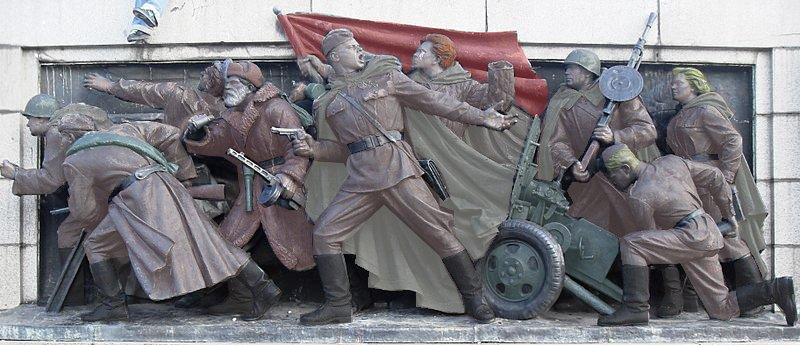
Другая идея для раскраски

## Решение муниципального совета в 1993 году и американские комические герои 2011
В 1993 году Софийский общинный совет принял решение по уничтожению памятника. Позже были и другие попытки сноса, которые продолжаются и по сей день. Но как в случае с пловдивским «Алёшей» и многими другими советскими памятниками в Болгарии, попытки уничтожения не удаются.
В 2011 году группа анонимных художников «Destructive Creation» перекрасила статуи солдат-красноармейцев в героев американских комиксов: Супермена, Джокера, а также в Санта-Клауса и символа сети Макдональдс клоуна Рональда Макдональда.
Воспользовавшись повышенным общественным интересом к случаю, 29 июня 2011 года депутаты СДС и ДСБ внесли в Софийский общинный совет очередное предложение о сносе памятника, которое вызвало ожесточенную получасовую дискуссию. Предложение было поддержано ВМРО—БНД. Национальное движение за стабильность и подъём поддержало перемещение, но не снос памятника. Несколько депутатов от правящей партии ГЕРБ воздержались, но тем не менее голосов, поданных большинством избранников от партий ГЕРБ и БСП в конечном счёте оказались достаточно, чтобы обсуждение сноса памятника вообще не было принято на повестку дня. Таким образом, на заседании совета этот вопрос официально не рассматривался.
Памятники советской эпохи неоднократно критиковались частью болгарской общественности. Одна из причин в том, что все памятники поставлены на высокие постаменты, они выше всех остальных зданий, в том числе и православных храмов. В Болгарии строить высокие сооружения вообще считается дурным тоном. В какой-то степени это связано с тем, что во время правления Османской империи болгарам не разрешалось строить здания выше мечетей, то есть не более второго этажа.

## Память

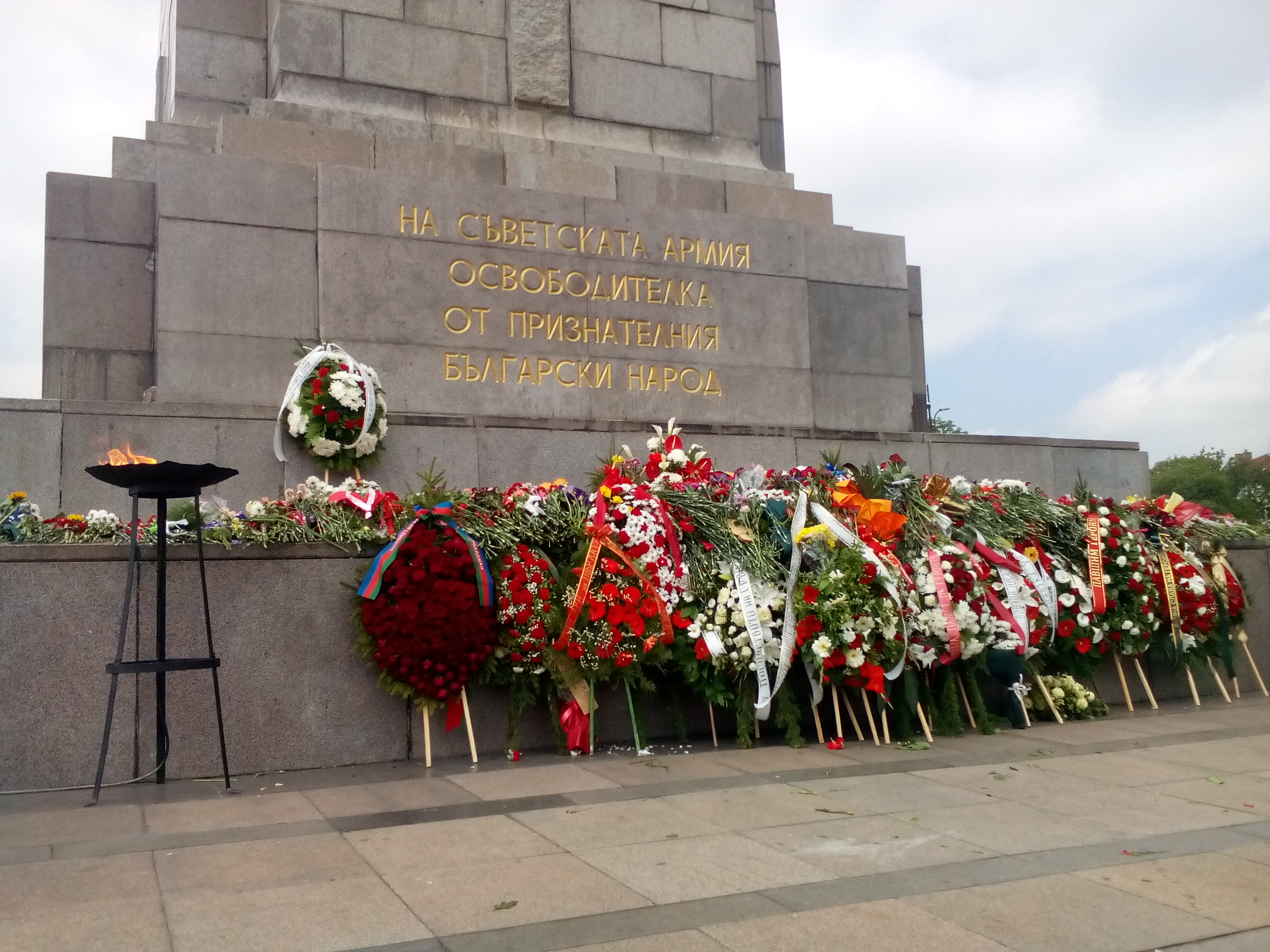
Постамент памятника в День Победы 2016 г.

Левые силы в Болгарии традиционно празднуют годовщину 9 сентября 1944 года (прихода к власти Болгарской коммунистической партии, который произошёл через день после вхождения на территорию страны войск 3-го Украинского фронта) именно возле этого памятника. Ветеранские организации Болгарии традиционно отмечают здесь 9 мая.

9 мая 2015 г. в Софии
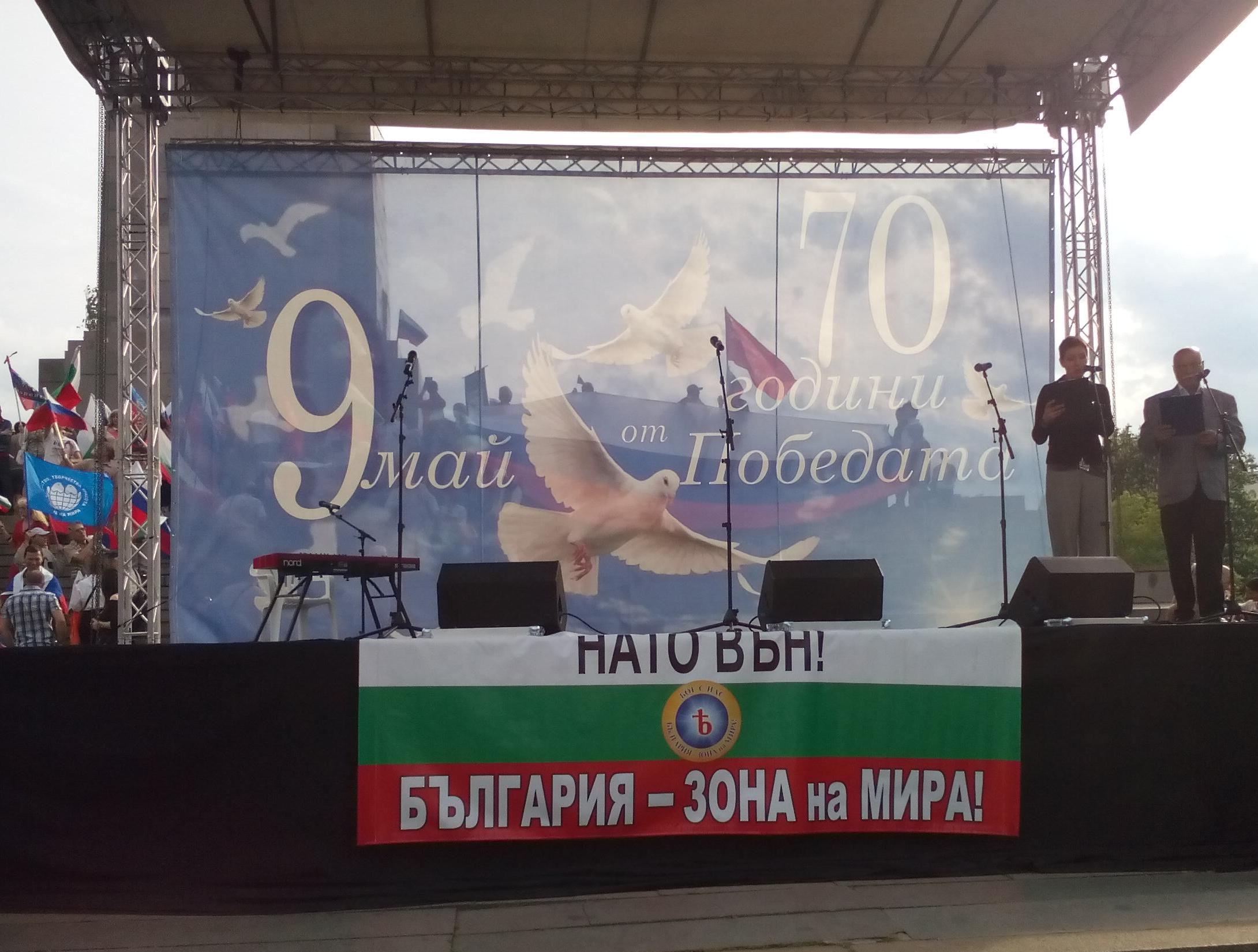
Сцена перед памятником
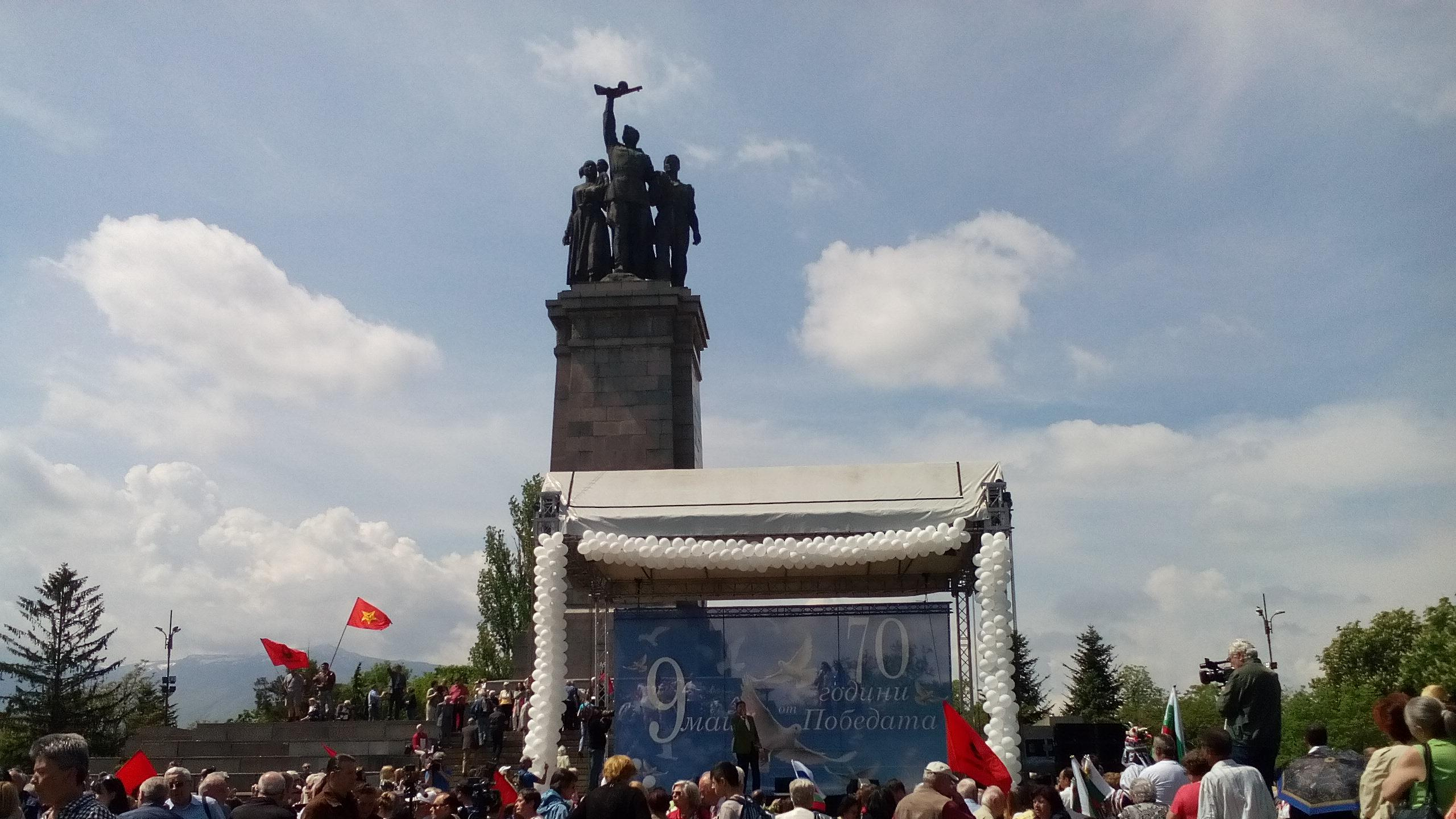
Веселин Маринов дает концерт
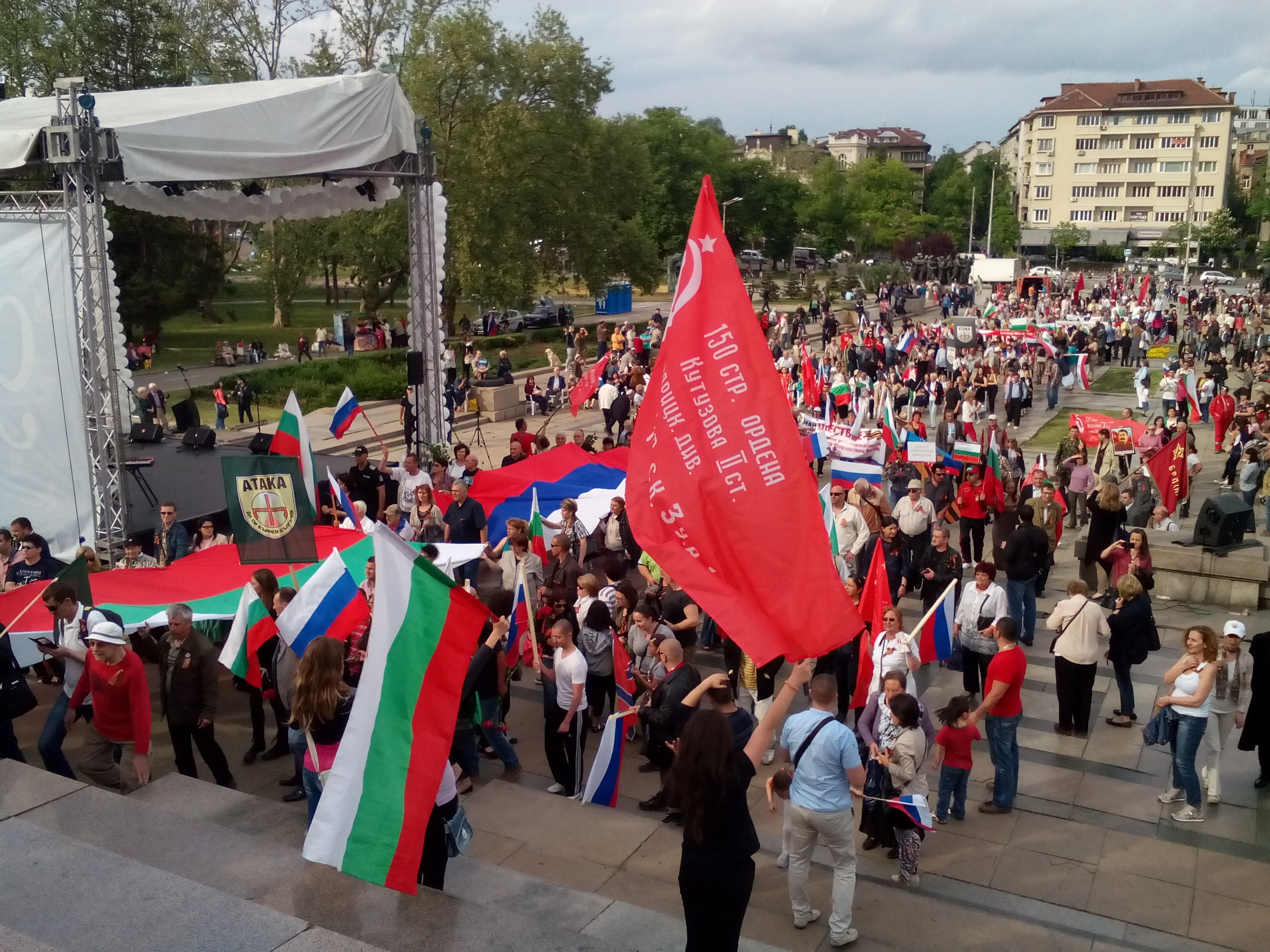
Подношение венков и цветов
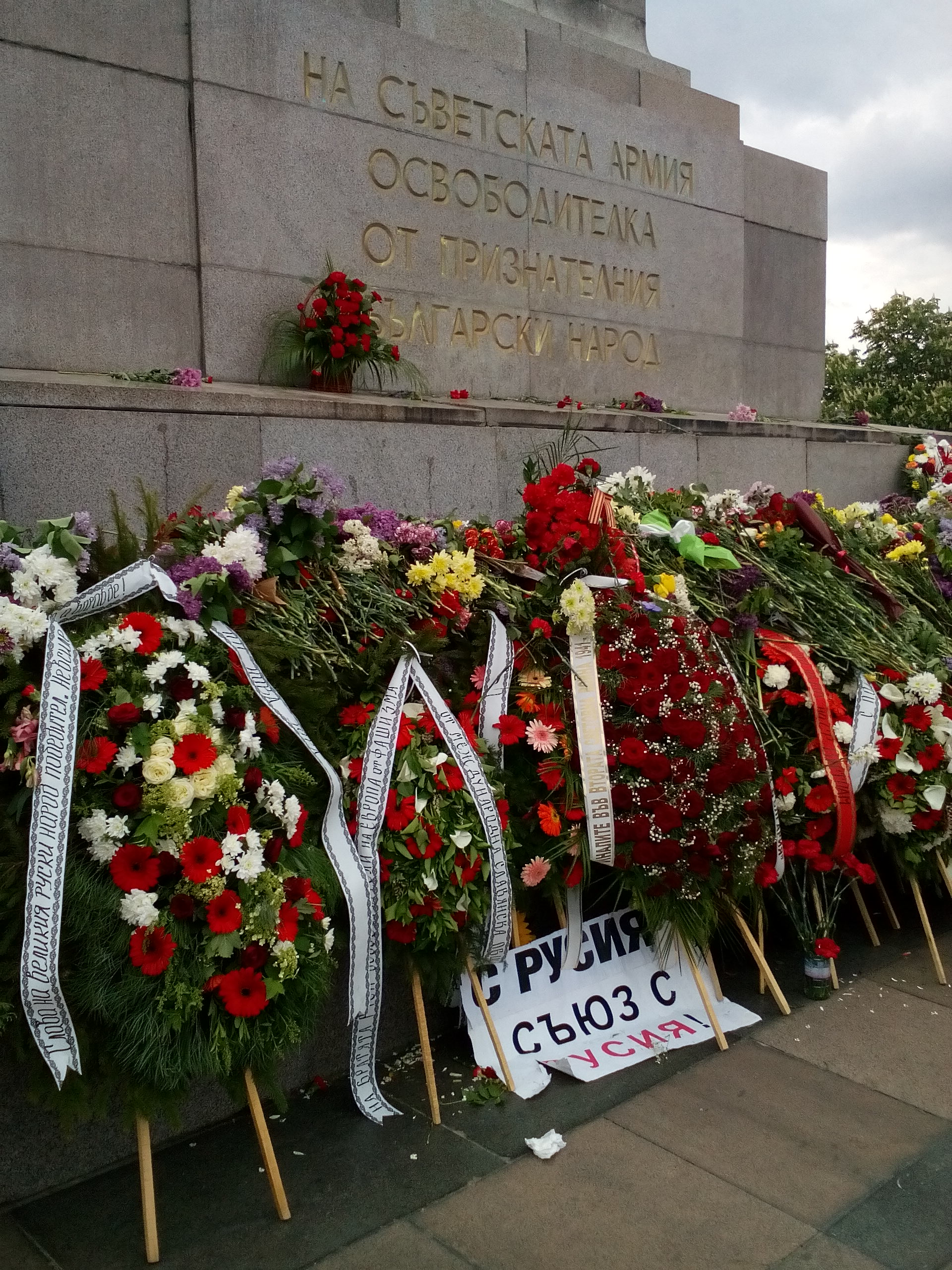
Основание памятника
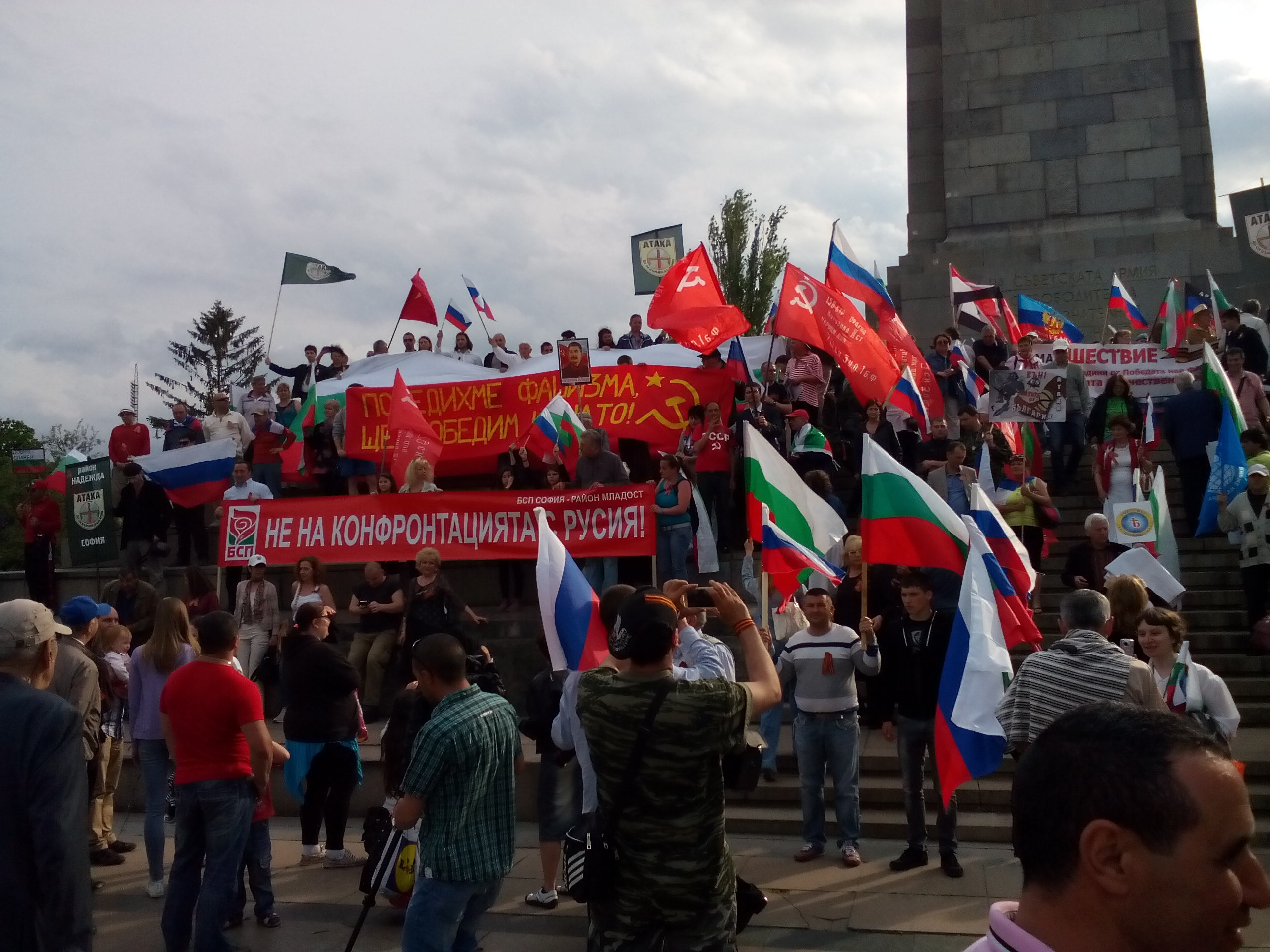
Лозунги

## Галерея

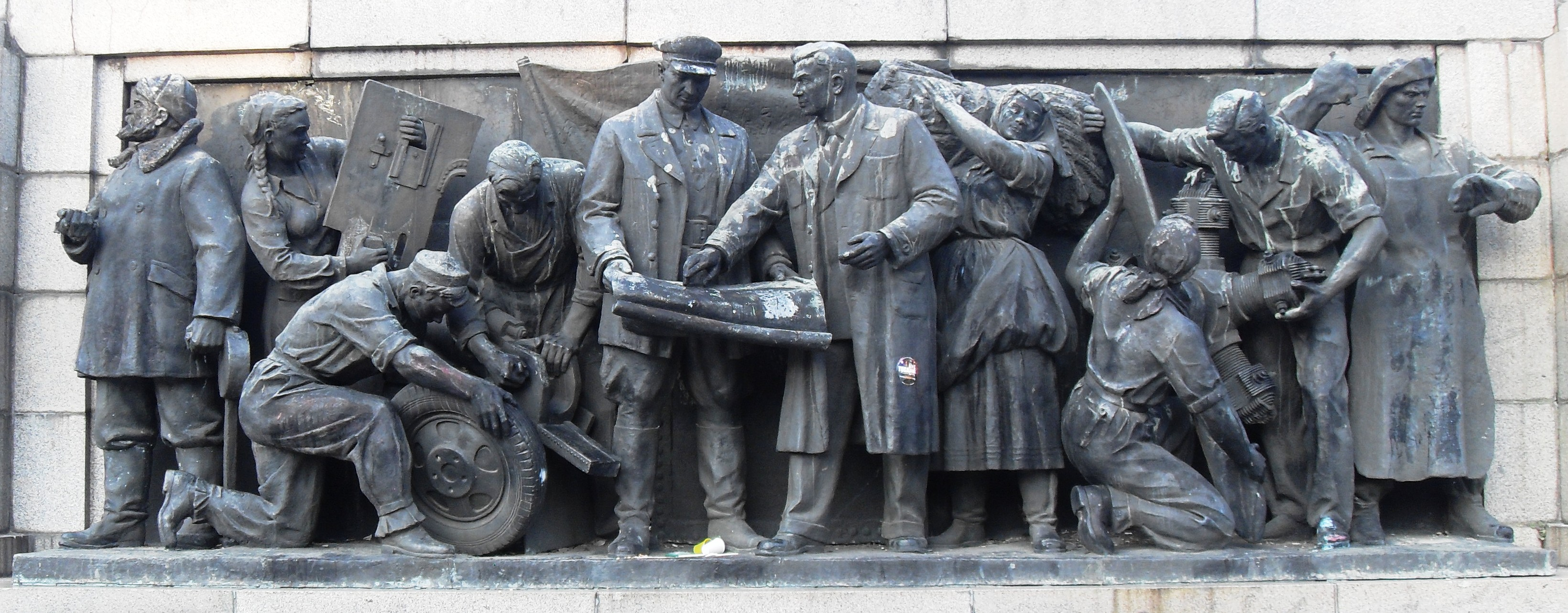
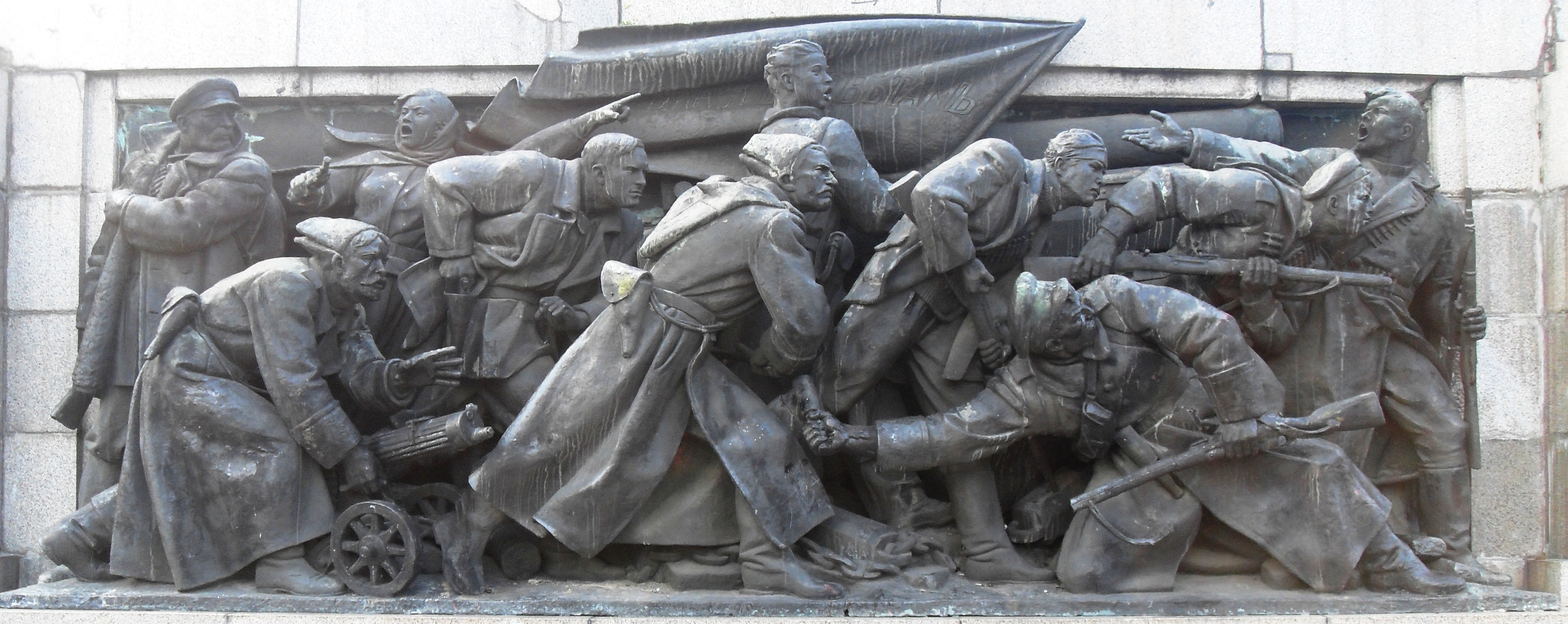
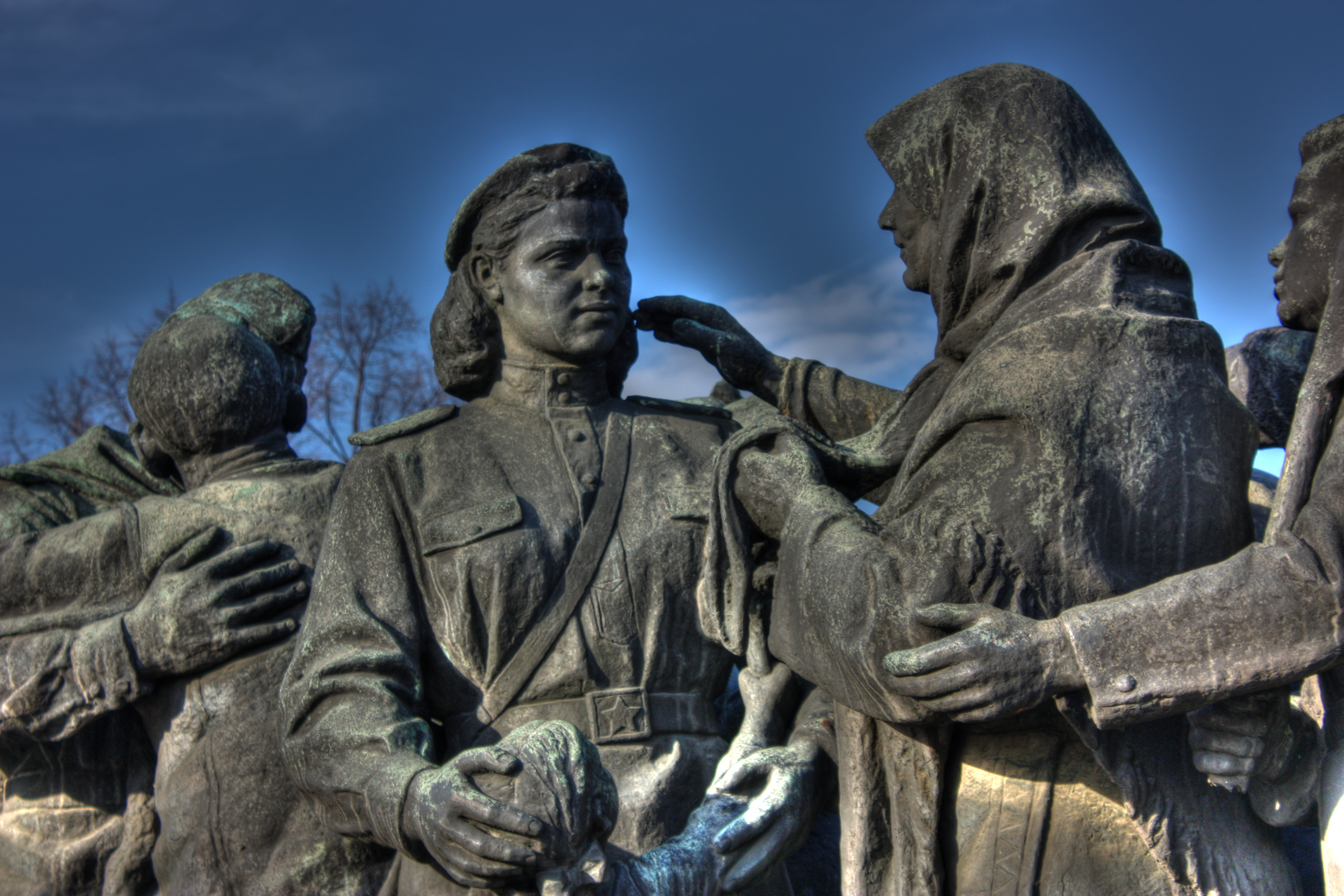
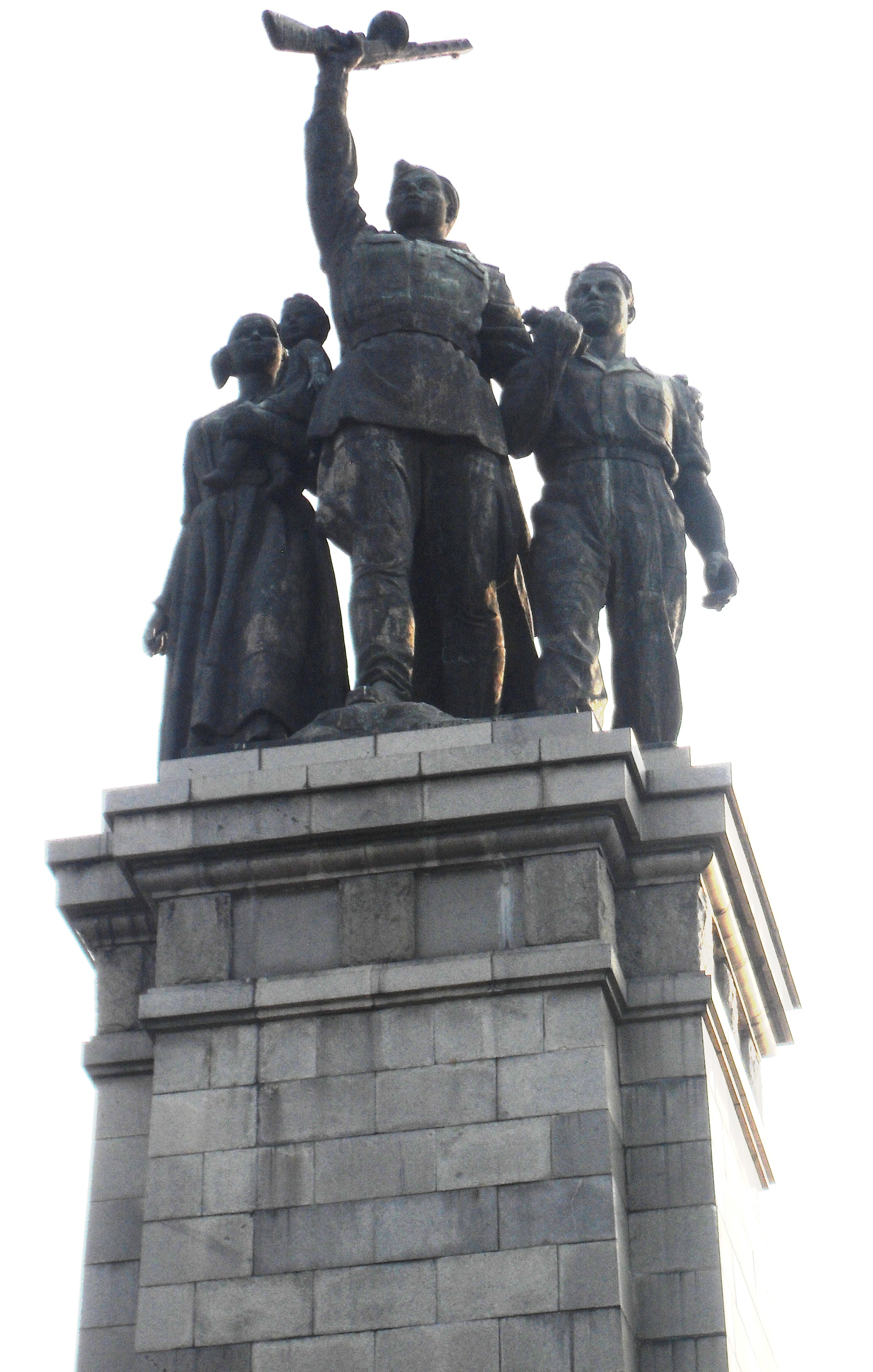
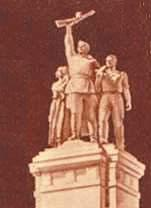
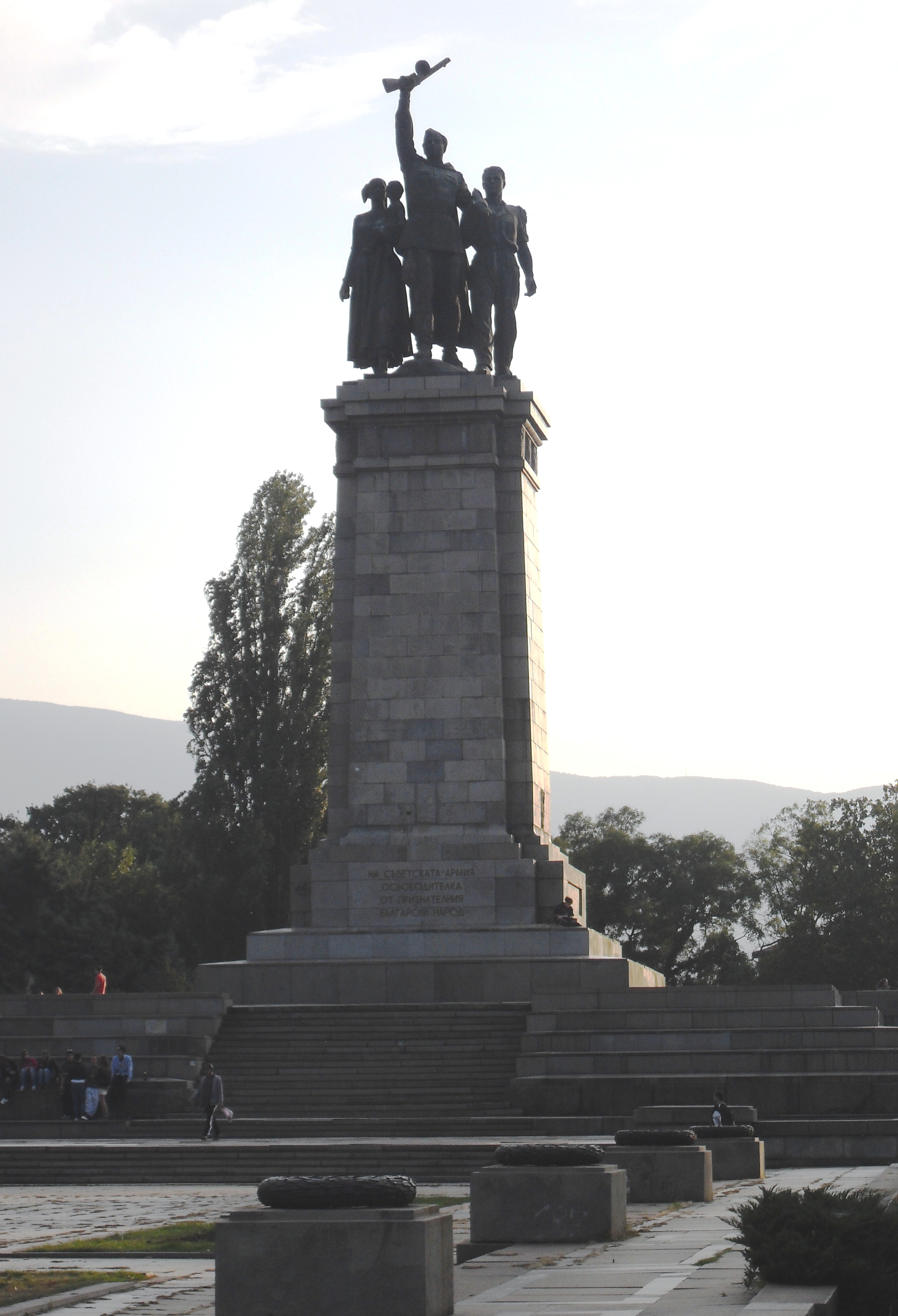
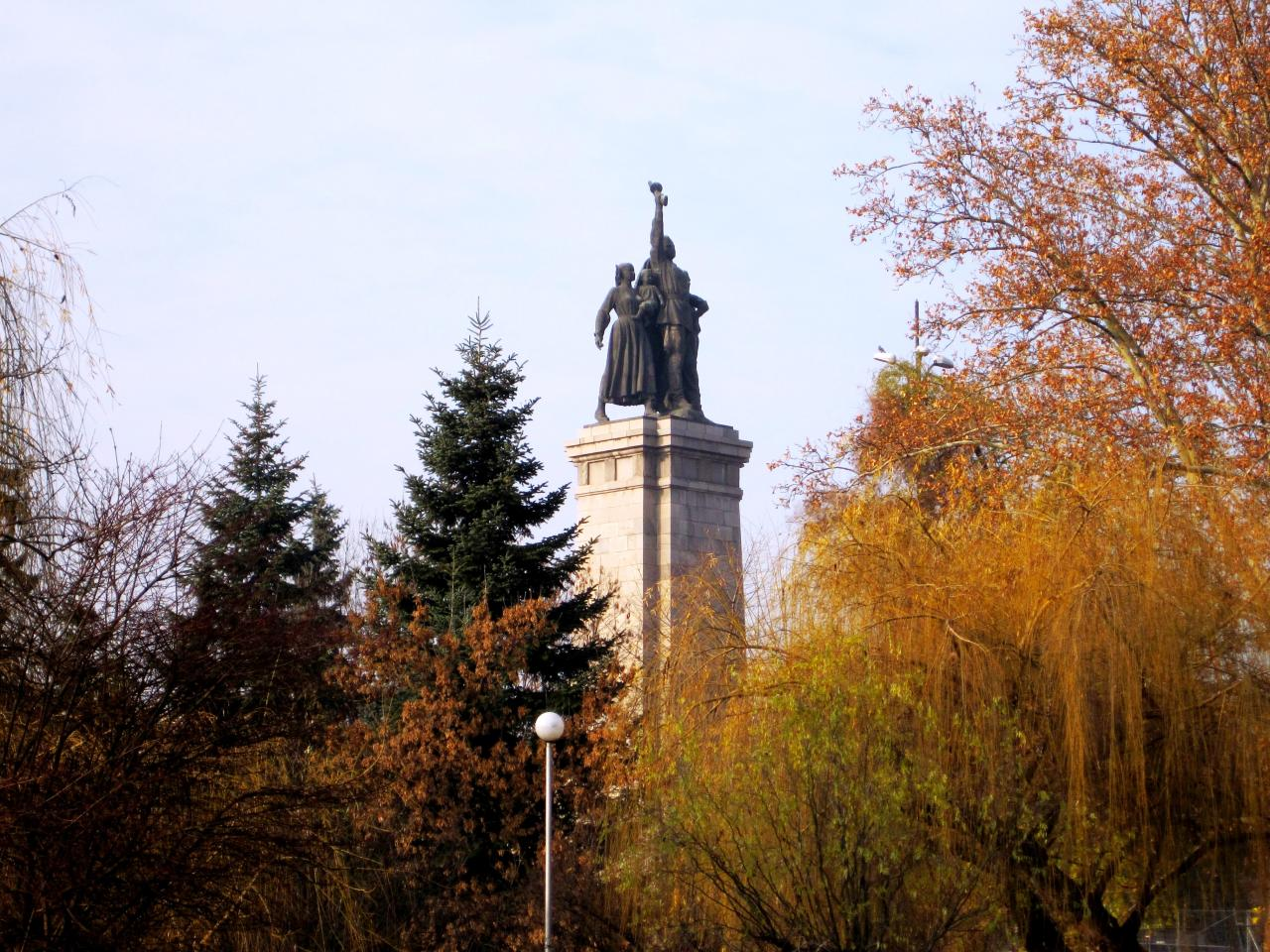